# Мосолово (Калужская область)
Мосолово — деревня в Малоярославецком муниципальном районе Калужской области. Входит в сельское поселение «Село Ильинское».

## География
Находится у реки Лужа, на дороге Ильинское — Боболи. Деревня располагается в западной части Малоярославецкого района, у границы с Медынским районом. Рядом — Брюхово (5 км), Пирогово (1,6 км), Аннино (4 км).

## Этимология
Мосол — имя-прозвище, большая кость, вместе с суставом.

## История
1401-02 г. По духовной грамоте удельного князя серпуховского Владимира Андреевича его жене, Елене Ольгердовне, Лужецкая волость Дынка Мосолова. Речка Дынка впадает в Лужу в районе Кременского, кратчайшее расстояние до неё от Мосолова — 14 км на северо-запад. Дынка — это название волости, Мосолов — её владелец.
В 1678 году относилось к Лужецкому стану Боровского уезда

## Достопримечательности
Церковь Спаса Преображения (Флора и Лавра) — основана в 1694 году. Современное здание построено в 1891(85) году на средства крестьянина Боровского уезда А. Горячева. В 1958-м году закрыта, разорена, перенесла пожар. В 2008-м году начались восстановительные работы, в настоящее время церковь открыта вновь.

## Население
| 2002 | 2010 |
| ---- | ---- |
| 78   | ↘53  |